# 10916 Okina-Ouna
10916 Okina-Ouna eller 1997 YB17 är en asteroid i huvudbältet som upptäcktes den 31 december 1997 av den japanska astronomen Naoto Satō vid Chichibu-observatoriet. Den är uppkallad efter Okina och Ouna i Taketori monogatari.
Asteroiden har en diameter på ungefär 6 kilometer och den tillhör asteroidgruppen Koronis.